# Камэйдо (станция)
Станция Камэйдо (яп. 亀戸駅 камэйдо эки) — железнодорожная станция на линиях Тюо-Собу и Камэйдо, расположенная в специальном районе Кото, Токио. Станция JR была открыта 1 декабря 1894 года, станция линии Камэйдо 5 апреля 1904 года. На станции установлены автоматические платформенные ворота.

## Планировка станции

### JR East
Одна платформа островного типа и 2 пути.
| 1 | ■Линия Тюо-Собу | Акихабара, Синдзюку, Накано, Митака     |
| 2 | ■Линия Тюо-Собу | Ниси-Фунабаси, Цуданума, Макухари, Тиба |

### Tōbu Railway
Одна платформа островного типа и 2 пути.
| 1 | ■Линия Камэйдо | Хикифунэ |
| 2 | ■Линия Камэйдо | Хикифунэ |

## Близлежащие станции
| «                |  | Линия          |  | »              |
| ---------------- |  | -------------- |  | -------------- |
| Кинситё          |  | Линия Тюо-Собу |  | Хираи          |
| Конечная станция |  | Линия Камэйдо  |  | Камэйдосуйдзин |